# 해나 호드슨

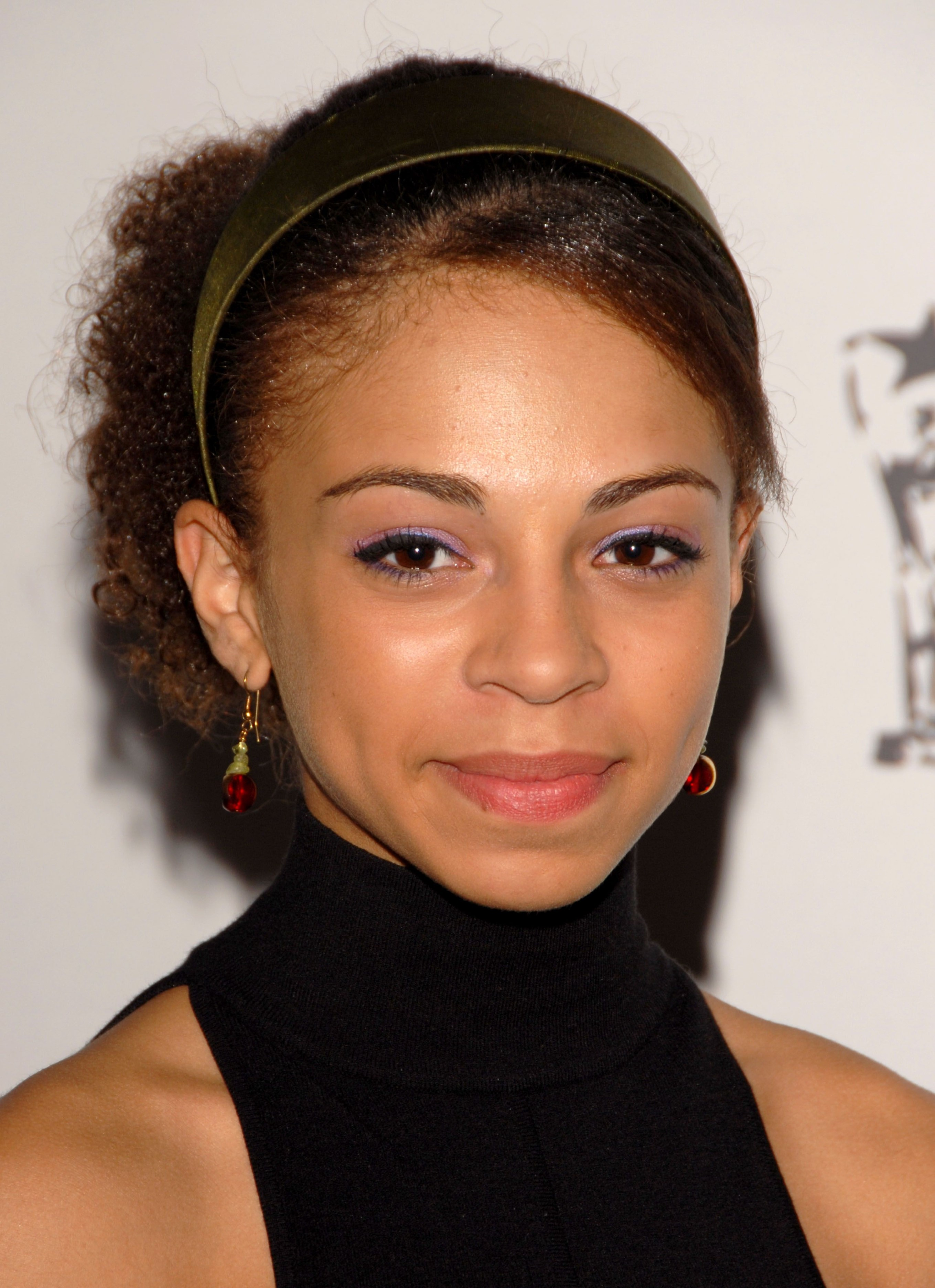

해나 호드슨(Hannah Hodson, 1991년 9월 10일 ~ )은 미국의 배우, 텔레비전 배우, 영화배우이다.
샌프란시스코에서 태어났다.

## 영화
- 걸 토크 (2018년) - 미아 역
- 캠퍼스 코드 (2015년) - 베카 역
- 마이 소울 투 테이크 (2010년)
- 그레이티스트 (2009년)